# Ернест Джой
Ернест Джой (англ. Ernest Joy; 20 січня 1878 — 12 лютого 1924) — американський актор сцени та кіно епохи німого кіно. З 1911 по 1920 рік він знявся в 76 фільмах.

## Вибрана фільмографія
- 1915 — Жінка / The Woman
- 1915 — Не випускай з уваги / The Wild Goose Chase
- 1915 — Чиммі Фадден / Chimmie Fadden
- 1916 — Клоун / The Clown